# Kronenburg (kasteel)
Kronenburg (ook: Cro(o)nenburg(h)) is een voormalig kasteel bij Loenen aan de Vecht in de Nederlandse provincie Utrecht.
Kronenburg was een Hollands leen als enclave binnen het Sticht Utrecht.
Na de moord op Floris V in 1296 zochten enkele moordenaars, waaronder Gerard van Velsen en Arnold van Benschop, hun toevlucht op Kronenburg. Arnold was een lid van de familie Van Amstel, de eigenaren van het kasteel.
Na de moord werd het gerecht Kronenburg door de grafelijkheid van Holland geconfisqueerd. Het kasteel werd belegerd, ingenomen en met de grond gelijk gemaakt. Gerard Van Velsen werd gefolterd en op het rad gezet, de andere edellieden onthoofd.
Midden 14e eeuw werd Kronenburg herbouwd en in 1354 beleende graaf Willem V van Holland zijn neef Dirk Claeszoon van den Gheyne met 373 morgen land, gelegen tussen Kronenburg en kasteel Vreeland, en stelde hem aan als rentmeester van Kronenburg.
In het Rampjaar 1672 werd Kronenburg in opdracht van Johan Maurits van Nassau-Siegen versterkt en door 200 soldaten bezet. Door de grote overmacht en gebrek aan munitie moesten zij zich aan het Franse leger van 1500 man onder aanvoering van de hertog van Luxemburg overgeven. Hierna bezetten de Fransen het kasteel en werd het deels ontmanteld.
In 1710 werd het slot tot landhuis verbouwd.
In 1824 werd de heer Dubois de laatste eigenaar. Dubois had als grote wens burgemeester van Loenen te worden. De inwoners van Loenen waren daar tegen en de benoeming ging niet door. Dubois was hierover zo woedend dat hij verhuisde en Kronenburg in 1837 liet slopen. Tot op de dag van vandaag is de plaats waar dit kasteel stond onbebouwd. In het weiland in Loenen aan de Vecht, ingesloten door de Rijksstraatweg, Bloklaan, Cronenburgherlaan en de rivier de Vecht, tekenen zich bij langdurige droogte in de zomerperiode de fundamenten van het kasteel nog af als verdrogingen in het gras.
Kasteel Ter Aa (Breukelen) ·
Aastein ·
Slot Abcoude ·
Amaliastein ·
Nieuw-Amelisweerd ·
Oud-Amelisweerd ·
Kasteel Amerongen ·
Kasteel Batestein (Harmelen) ·
Kasteel Batestein (Vianen) · 
De Beest ·
Bergestein ·
Beverweerd ·
Blasenburg ·
Blikkenburg ·
Blommesteyn ·
Bolenstein ·
Bolsweerd ·
Bottestein ·
Kasteel Broekhuizen ·
Bruinenburg ·
Huis Cammingha ·
Clarenborg ·
Coelhorst ·
De Batau ·
Dompselaer ·
Huis Doorn ·
Drakenburg (kasteel) ·
Drakensteyn ·
Kasteel Duurstede ·
Huis Ter Eem ·
Eijkelenburg ·
Emmickhuizen ·
Den Engh ·
Essenstein ·
Everstein (Everdingen) ·
Everstein (Jutphaas) ·
Den Eyck ·
Galesloot ·
Kasteel Geerestein ·
Gildenborgh ·
Kasteel Ten Goye ·
Grauwert ·
Grijpestein ·
Groenestein (Langbroek) ·
Kasteel Groeneveld (Baarn) ·
Groenewoude (Woudenberg) ·
Gunterstein ·
Kasteel de Haar ·
Kasteel Hagestein ·
Hamtoren ·
Kasteel Hardenbroek ·
Huis Harmelen ·
Ridderhofstad Heemstede ·
Kasteel Heemstede ·
Heimenberg ·
Heimerstein ·
Huis Herlaar ·
Ter Heul ·
Heulestein ·
Hindersteyn ·
Kasteel Ter Horst (Achterberg) ·
Isselt ·
Kasteel IJsselstein ·
Jagenstein ·
Kersbergen ·
Killestein ·
Kronenburg (kasteel) ·
Kasteel Levendaal ·
Lichtenberg (Woudenberg) ·
Lievendaal (Amerongen) ·
Landgoed Linschoten ·
Kasteel Linschoten ·
Lockhorst ·
Kasteel Loenersloot ·
Kasteel Lunenburg ·
Huis Maarsbergen ·
Marckenburg ·
Ter Meer ·
Ter Mey (Haarzuilens) ·
Huis te Mijdrecht ·
Huis te Mijnden ·
Kasteel Moersbergen ·
Kasteel Montfoort ·
Natewisch ·
Te Nesse ·
Kasteel Nijenrode ·
Nijenstein ·
Nijeveld ·
Noordwijk (Langbroek) ·
Huis te Oosterwijk ·
Oostwaard (Utrecht) ·
Op de Bol ·
Oud-Broekhuizen ·
Ridderhofstad Oudaan ·
Huis Oudegein ·
Oudenhorst ·
Plettenburg (kasteel) ·
Huis De Polle ·
Prattenburg ·
Kasteel Putkop ·
Randenbroek (park) ·
Remmerstein ·
Kasteel Renswoude ·
Rhijnauwen ·
Kasteel Rhijnestein ·
Huis Riebeek ·
Kasteel Rijnenburg ·
Rijnestein ·
Rijneveld ·
Kasteel Rijnhuizen ·
Rijningen ·
Huis Rijnsweerd ·
Rijpickerwaard · 
Kasteel Rijsenburg ·
De Roetert ·
Rumelaar ·
Kasteel Ruwiel ·
Royestein ·
Kasteel Sandenburg ·
Kasteel Schalkwijk ·
Kasteel Schonauwen ·
Schurenburg ·
Snaafburg ·
Snellenburg ·
Paleis Soestdijk ·
Steenhuis (Lopik) ·
Kasteel Sterkenburg ·
Stormerdijk ·
Landgoed Stoutenburg ·
Ten Massche ·
Valkenburg (Rhenen) ·
Huis te Velde ·
Kasteel Veldenstein ·
Hofstede te Vliet ·
Huis te Vleuten ·
Huis te Vliet (Lopik) ·
Huis te Vliet (Oudewater) ·
Vogelpoel ·
Huis te Voorn ·
Vredelant ·
Vronestein ·
Vuijlcop ·
Kasteel Walenburg ·
Wayenstein (Amerongen) ·
Kasteel Weerdenburg ·
Weerdesteyn ·
Weerestein ·
Hof ter Weyde ·
Wickenburgh ·
Wijnestein ·
Wiltenburg (Utrecht) ·
Kasteel van Woerden ·
Huis Woudenberg ·
Huis te Woudenberg (I) ·
Huis te Woudenberg (II) ·
Wulven ·
Kasteel Oud-Wulven ·
Wulvenhorst ·
Slot Zeist ·
Kasteel Zuilenburg ·
Zuileveld ·
Slot Zuylen ·
Huis Zuylenstein